# Шевченко, Лидия Михайловна
Ли́дия Миха́йловна Шевче́нко (5 апреля 1886, Курск — 26 мая 1970, Калуга) — педагог, заслуженный учитель РСФСР.

## Биография
Окончила учительский институт.
Работала в Калиновской начальной школе (Курская область), где среди её учеников был Н. С. Хрущёв. 
В годы Великой Отечественной войны находилась в эвакуации на Урале, затем жила в Ростовской области.
В 1948 году переехала в Калугу, преподавала в средней железнодорожной школе № 9 биологию, работала завучем.
Похоронена на Пятницком кладбище Калуги.

## Награды
- Орден Ленина
- Заслуженный учитель РСФСР